# Hrabovka
Hrabovka je naseljeno mjesto u okrugu Trenčín u  Trenčínskom kraju u Slovačkoj.

## Stanovništvo
| Godina:     | 1993. | 2003.   | 2013.   | 2023.   |
| ----------- | ----- | ------- | ------- | ------- |
| Broj ljudi: | 421   | 439     | 415     | 440     |
| Razlika:    |       | +4,27 % | -5,46 % | +6,02 % |

| Godina:     | 2022. | 2023.   |
| ----------- | ----- | ------- |
| Broj ljudi: | 434   | 440     |
| Razlika:    |       | +1,38 % |

Prema podacima o broju stanovnika iz 2023. godine naselje je imalo 440 stanovnika.

## Vanjske poveznice
|  | Zajednički poslužitelj ima još gradiva o temi Hrabovka |

- Službena stranica naselja (sl.)